# Nancy Richeyová
Nancy Richeyová (* 23. srpna 1942, San Angelo) je bývalá americká profesionální tenistka. Do dějin světového tenisu se zapsala především jako vítězka Roland Garros roku 1968 a Australského mistrovství roku 1967 (ještě před open érou). Při svém vítězném tažení v Paříži ve finále porazila Britku Ann Haydonovou-Jonesovou, při triumfu v Austrálii porazila domácí Lesley Turnerovou Bowreyovou. Do finále Australského mistrovství se dostala i rok předtím, avšak vzdala. Ve stejném roce hrála neúspěšně i první finále na Roland Garros a probojovala se i do finále Amerického mistrovství. To si zahrála ještě v roce 1969 (již v open éře), ale i tentokrát nakonec na trofej nedosáhla, zastavila ji Margaret Courtová.